# عبد القادر أحمد علي
عبد القادر أحمد أو علي (فرطي) (بالصومالية: Cabdiqaadir Axmed Aw-Cali)‏ سياسي صومالي يشغل منصب رئيس ولاية خاتمة شمال الصومال.

## خلفية
ولد فرطي في تليح عام 1972، وتلقى تعليمه الابتدائي والثانوي في مدينة لاسعانود، انتقل إلى كينيا لإكمال الدراسات العليا حيث حصل على البكالوريوس في الدراسات الإسلامية في جامعة الأمة، إضافة إلى ذلك حصل على شهادة الماجستير في إدارة الأعمال من جامعة نيروبي.
عاش عبد القادر في مدينة نيروبي حيث عمل كمساعد مدير شركة أمل للحوالة المصرفية في نيروبي، وعمل منذ عام 2009، على فكرة استقلال ولاية خاتمة، ما أثر على عمله وأدى إلى تسريحه مؤقتًا من الشركة، غير أنه أعيد إلى منصبه بعد فترة وجيزة.

### رئيس ولاية خاتمة
في 5 أغسطس 2023، اختير عبد القادر أحمد أو علي رئيسًا لولاية خاتمة بأغلبية 30 صوتًا من أصل 45 هم أعضاء المجلس الأعلى. وبحسب تقارير فقد اتسمت الانتخابات بالتنافسية. لينتج عنها اختيار فرطي البالغ من العمر 51 عامًا.
في 25 أغسطس، زار فرطي مستشفى في بلدة يجوري وألقى خطابا، ذكر فيه أن قوات خاتمة سيطرت على قاعدة غوجعدي التي كانت تتمركز فيها قوات صوماليلاند شرق لاسعانود. وفي 26 أغسطس أشار فرطي إلى عملية تبادل أسرى الحرب مع صوماليلاند. في 27 أغسطس حذر فرطي حكومة أرض الصومال من مغبة مهاجمة لاسعانود.
في 29 أغسطس زار فيرطي بلدة غوميس، حيث استقبل نائب رئيس حكومة بونتلاند أحمد علمي عثمان كراش الذي تفقد عددا من المناطق في محافظة سول.
في 15 سبتمبر طالب فرطي الحكومة الفيدرالية الصومالية بالاعتراف بولاية خاتمة بشكل رسمي.
في 6 أكتوبر 2023 تلقت إدارة خاتمة بقيادة فرطي دعوة لزيارة العاصمة الصومالية مقديشو من رئيس الوزراء الصومالي حمزة عبدي بري، ورداً على ذلك، قال فيصل علي ورابي رئيس حزب حزب العدالة والتنمية المعارض في صوماليلاند إن "عبد القادر فرطي لا يمثل لاسعانود وستعود المدينة في النهاية إلى صوماليلاند".